# Basargatan
Basargatan är en gata i stadsdelen Inom Vallgraven i centrala Göteborg. Den är cirka 350 meter lång, och sträcker sig från Lilla Korsgatan till Kungsportsplatsen. Gatan har jämna nummer från 2 till 12 samt udda nummer från 5 till 7.
Namnet fastställdes 1852 efter den basarbyggnad på Kungstorget som uppfördes 1850 och revs 1966. Eventuellt kan namn som Stora och Lilla Bazargatan ha förekommit (1857, 1864) på hela eller delar av sträckningen.